# Romodanovskij rajon
Il Romodanovskij rajon (in russo Ромодановский район?) è un municipal'nyj rajon della Repubblica Autonoma di Mordovia, nella Russia europea.